# 22473 Stanleyhey
22473 Stanleyhey este o planetă minoră (asteroid), cu un diametru de 6,711 km, din centura de asteroizi. A fost descoperită pe 2 martie 1997 la Observatorul Național Kitt Peak de Spacewatch. 
Obiectul prezintă o orbită caracterizată de o semiaxă mare de 2,6362147 UAi, o excentricitate de 0,2, o înclinație de 12,06141 ° în raport cu ecliptica.